# پیام امروز
پیام امروز یک ماهنامه خبری تحلیلی بود. صاحب امتیاز و مدیر مسئول آن محمد زاهدی اصل بود و سردبیری نشریه را عمید نائینی برعهده داشت. آقای نائینی از اعضای شورای سردبیری روزنامه آیندگان بود. پیام امروز در سال ۱۳۷۹ با حکم سعید مرتضوی توقیف و انتشار آن متوقف شد. این ماهنامه در زمان فعالیت حرفه‌ای‌ترین مجله ماهانه خبری و تحلیل‌های سیاسی، اجتماعی، فرهنگی و اقتصادی در تهران بود. این مجله با نظام سیاسی خودش نماد آزادی رسانه در کشور بود. این مجله تعداد قابل توجهی تبلیغات از شرکت‌ها و موسسات خارجی داشت و تعداد بسیاری از دانشجویان، روشنفکران و مردم طبقه متوسط (به علاوه مقامات رسمی) در بین خوانندگان آن بودند.
محمد زاهدی اصل صاحب‌امتیاز و مدیرمسئول و عمید نائینی سردبیر و ویراستار دفتر اصلی مجله بودند.اعضای دفتر تحریریه آن سیروس علی‌نژاد، مسعود بهنود، حسن نمکدوست تهرانی، مسعود خرسند و شهرزاد مشاور بودند. عذرا دژم خبرنگار مجلس و کمال آقایی خبرنگار اقتصادی این نشریه بودند.یکی از ویژگی های مجله عکسهای آن بود که توسط مجید سعیدی، جواد منتظری و حسن سربخشیان تهیه می شد «گزارش ویژه» یکی از بخش‌های بسیار محبوب و آموزنده هر نسخه بود، گزارشی ادبی از مهم‌ترین وقایع سیاسی ماه گذشته که توسط مسعود بهنود، پیشگام نوشتار ادبی در روزنامه‌نگاری مدرن، نوشته می‌شد. نزدیک بودن با برخی مقامات رسمی و در اختیار داشتن اطلاعات دست‌اول از برخی رویدادها در کنار روزنامه‌نگاری مصور «گزارش ویژه» را به یک بخش استثنایی و به شدت محبوب از مجله تبدیل کرده بود.